# Cratichneumon coruscator
Cratichneumon coruscator es una especie de avispa de la familia Ichneumonidae.

## Descripción
Cratichneumon coruscator puede alcanzar una longitud de 9 a 14 milímetros (0,35 a 0,55 pulgadas) en los machos, de 7 a 11 milímetros (0,28 a 0,43 pulgadas) en las hembras. Las larvas se alimentan de Panolis flammea y otros noctuidos.